# الأسطوريون
الأسطوريون(بالإنجليزية: The legendries)‏، هي سلسلة أنميشن فرنسية أنشئت من قبل المألف "باتريك سوبرال" في غشت سنة 2004، وبثها العربي الأول كان في قناة إم بي سي3 تمت طباعتها من قبل شركة ديلكورة.

## القصة
تدور أحداث القصة عن خمسة أصدقاء ملقبون بالأسطوريين يجوبون القرى والغابات بحثا عمن يحتاج إلى المساعدة من أنحاء بلد يدعى أليسيا، وقد تحولوا إلى أطفال في سن العاشرة بعد حادث حجر جوفينيا.

## الشخصيات
أبطال القصة
دنييل:هو فتى أشقر وفارس قوي وشجاع يمتلك سيف ذهبيا يستطيع التحكم به، دنييل يرتدي درعا يشبه دروع القداما.
جدينا:هي ساحرة وحاكمة أركيديا السابقة، تمتلك جدينا ياقوتة خضراء خارقة تستطيع إستدعاء عصى النسر بواسطتها وهي عصا خارقة ومأخرة العصا على شكل رأس نسر أخضر ولهذا يمية بعصا النشر.
رازيا:هو فتى ذو بنية قوية جدا يستطيع حمل أشياء أثقل منه، لديه سيف كبير يناسبه، وكان يعمل لصالح الشرير داركهيل وتنبرس في السابق وكان إسمه كوربو.
غريف:هو نمر أرقط لكنه طيب لديه حاسة شم قوية جدا ومخالب حادة جدا يستخدمها كسلاح،وأحيانا ما يتباهى بها.
شايمي:هي قزم ذو قوى خارقة وهي التحول إلى نار، ماء، صخر، بخار عندلمسهم وهي تقول (الدمج الأساسي).
الأشرار
داركهيل:هو مشعوذ وساحر خارق وممتاز، يستعمل السحر والتعاويذ إضافة إلى الخداع والمطر ليتغلب على خصمه ولديه ابنة تدعى تنبرس.
تنبرس:هي ابنة داركهيل المدللة وهي أيضا ساحرة جيدة ومخادعة، وهي تقيم مع والدها في قلعته.
سكروى:هو طائر على شكل إنسان ولونه أزرق، سكروى هو ساحر كبير بغيض ومخادع ويستخدم التعاويذ وحيله لهزم خصمه.
دراغونايت:هي تنانين كبيرة على شكل إنسان وهي قوية البنية ،هي تنانين شريرة وشرسة تهاجم كل من في طريقها ،ويمتلك داركهيل جنود منها.

## وصلات خارجية
Mbc3
غورميتي